# 台湾米国事務委員会
台湾米国事務委員会（たいわんべいこくじむいいんかい）は、中華民国（台湾）が国交のないアメリカ合衆国との実務関係処理のための窓口機関である、旧称北米事務協調委員会（ほくべいじむきょうちょういいんかい）。形式的には非政府機関であるが、実質的には中華民国外交部が所管している。アメリカ側のカウンターパートは、米国在台湾協会（AIT）。
1979年3月1日に設立され、米国在台湾協会との取決めにより、在米事務所・支部を設置した。在米事務所・支部は、事実上の台湾大使館・領事館としての役割を果たしている。事務所名は当初「北米事務協調委員会駐米国事務所」であったが、1994年10月10日に「駐米国台北経済文化代表処」に変更された。中華民国外交部は、2019年5月25日に機関名称を「台湾米国事務委員会」に変更。